# Comboios de Portugal
Comboios de Portugal E.P.E. (сокр. порт. CP) — государственная железнодорожная компания Португалии. До июня 2009 года «CP» означало «Caminhos de Ferro Portugueses» порт. Португальские Железные Дороги), хотя с 2004 года компания использует свое нынешнее название в качестве торговой марки.
Была создана под названием Companhia Real dos Caminhos de Ferro Portugueses (Compañía Real de Ferrocarriles Portugueses) для строительства железных дорог от Лиссабона до Порту и Бадахоса. С появлением Первой Португальской Республики изменила название на Companhia dos Caminhos de Ferro Portugueses, которое позднее сократилось до Caminhos de Ferro Portugueses. С 1997 года, с созданием REFER (в настоящее время Infraestruturas de Portugal), деятельность компании сосредоточена на эксплуатации подвижного состава и различных железнодорожных служб. С 2009 года официальное название — Comboios de Portugal, E.P.E.
В 2019 году СР перевезла 145 миллионов пассажиров, что на 19 миллионов больше, чем в 2018 году.